# HMS Iron Duke (1912)
O HMS Iron Duke foi um couraçado operado pela Marinha Real Britânica e a primeira embarcação da Classe Iron Duke, seguido pelo HMS Marlborough, HMS Benbow e HMS Emperor of India. Sua construção começou em janeiro de 1912 no Estaleiro Real de Portsmouth e foi lançado ao mar em outubro do mesmo ano, sendo comissionado em março de 1914. Era armado com uma bateria principal de dez canhões de 343 milímetros montados em cinco torres de artilharia duplas, tinha um deslocamento carregado de trinta mil toneladas e alcançava uma velocidade máxima de 21 nós.

## Serviço
Na Frota Doméstica, serviu como o navio-almirante do almirante Sir George Callaghan. Em 29 de julho de 1914, como a guerra pairava no Continente, o Iron Duke e o resto da frota inicial foi ordenado a proceder de Scapa Flow para a Ilha de Portland a salvaguardar a frota a partir de um possível ataque surpresa alemão.
Pouco depois da ruptura das hostilidades, Callaghan foi substituído pelo almirante Sir John Jellicoe, que designou o Iron Duke como navio-almirante da reorganizada Grande Frota. Seu único grande combate durante a Primeira Guerra Mundial teve lugar na Batalha de Jutlândia, entre 31 de maio e 1 de junho de 1916, quando servia na quarta esquadra de batalha. Posteriormente, e durante um curto período, foi o navio-almirante do almirante sir David Beatty, quando assumiu o comando da Grande Frota em finais de 1916, ainda que posteriormente, mudou seu navio-amlirante para o HMS Queen Elizabeth.
Depois do conflito, foi transferido para a Frota do Mediterrâneo, onde foi designado navio-almirante do almirante Sir John de Robeck. Serviu nas frotas do Mediterrâneo e do Atlântico até que foi posto em reserva em 1929.

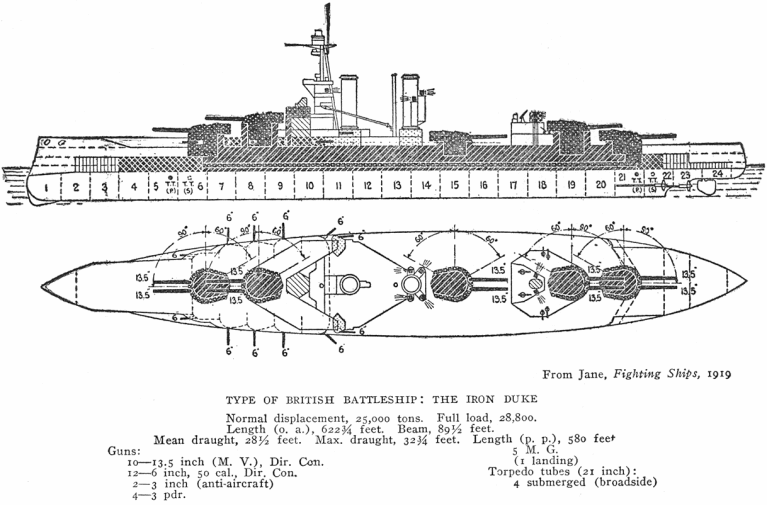
Planta do Iron Duke.

Em 1931, depois do Tratado Naval de Londres, o Iron Duke foi desarmado e serviu como navio de entretenimento. Para isso, as torres B e Y além dos tubos lança-torpedos, foram retirados, enquanto duas armas antiaéreas foram adicionados de 101 mm (4”) e outro antiaéreo foi montado no lugar da torre B. Mais adiante, em 1939, outra montagem gêmea de 115 mm (4.5”) em uma torre no lugar da torre X.
Durante a Segunda Guerra Mundial foi usado como navio-base fundeado em Scapa Flow, onde se viu forçado a encalhar em 1939 durante um ataque aéreo. Posteriormente, foi reativado em frota e seguiu na ativa até o final das hostilidades. Foi vendido em 1946 para desmanche, que ocorreu em Glasgow em 1948. O sino do HMS Iron Duke está na Catedral de Winchester.